# Kazuto Sakata
Kazuto Sakata (japonès: 坂田和人)  (Kōtō, 15 d'agost de 1966) és un antic pilot de motociclisme japonès que va guanyar dos Campionats del Món de 125cc (el de 1994 i el de 1998).
Sakata va guanyar l'All Japan Road Race Championship de 125cc el 1990 i va debutar als Grans Premis el 1991. A la temporada de 1993 ja va acabar segon amb una Honda darrere de Dirk Raudies a la classe de 125cc. El 1994 va esdevenir el primer japonès a córrer per a una fàbrica europea en signar amb Aprilia. Aquell any mateix va guanyar el mundial de 125cc. Va tornar a guanyar el títol el 1998 després d'una ajustada lluita pels punts amb Tomomi Manako i Marco Melandri. Es va retirar després de la temporada 1999.

## Resultats al Mundial de motociclisme
Barem de puntuació de 1988 a 1991:
| Posició | 1  | 2  | 3  | 4  | 5  | 6  | 7 | 8 | 9 | 10 | 11 | 12 | 13 | 14 | 15 |
| Punts   | 20 | 17 | 15 | 13 | 11 | 10 | 9 | 8 | 7 | 6  | 5  | 4  | 3  | 2  | 1  |

Barem de puntuació de 1992:
| Posició | 1  | 2  | 3  | 4  | 5 | 6 | 7 | 8 | 9 | 10 |
| Punts   | 20 | 15 | 12 | 10 | 8 | 6 | 4 | 3 | 2 | 1  |

Barem de puntuació de 1993 ençà:
| Posició | 1  | 2  | 3  | 4  | 5  | 6  | 7 | 8 | 9 | 10 | 11 | 12 | 13 | 14 | 15 |
| Punts   | 25 | 20 | 16 | 13 | 11 | 10 | 9 | 8 | 7 | 6  | 5  | 4  | 3  | 2  | 1  |

(Ids. Grans Premis | Llegenda) (Curses en negreta indiquen pole; curses en  itàlica indiquen volta ràpida)
| Any  | Categoria | Equip                         | Moto   | 1       | 2       | 3       | 4       | 5       | 6       | 7       | 8       | 9       | 10      | 11      | 12      | 13      | 14     | 15      | 16      | Pos | Pts | Victòries |
| ---- | --------- | ----------------------------- | ------ | ------- | ------- | ------- | ------- | ------- | ------- | ------- | ------- | ------- | ------- | ------- | ------- | ------- | ------ | ------- | ------- | --- | --- | --------- |
| 1991 | 125cc     | ELF Kepla- Meiko Honda        | RS125  | JPN Ret | AUS 16  | USA     | ESP DNS | ITA Ret | GER 10  | AUT Ret | EUR 14  | NED 11  | FRA 7   | GBR 8   | SM 8    | CZE Ret | VDM    | MAL 2   |         | 13è | 55  | 0         |
| 1992 | 125cc     | F.C.C./T.S. Venus-Honda       | RS125  | JPN Ret | AUS Ret | MAL 6   | ESP 4   | ITA Ret | EUR     | GER Ret | NED 6   | HUN 7   | FRA 4   | GBR 6   | BRA 14  | RSA Ret |        |         |         | 11è | 42  | 0         |
| 1993 | 125cc     | F.C.C. Technical Sports-Honda | RS125  | AUS 2   | MAL 2   | JPN 2   | ESP 1   | AUT 2   | GER 2   | NED 2   | EUR Ret | SM 2    | GBR 2   | CZE 1   | ITA 2   | USA 2   | FIM 3  |         |         | 2n  | 266 | 2         |
| 1994 | 125cc     | Semprucci-Aprilia             | RS125R | AUS 1   | MAL 2   | JPN 2   | ESP 1   | AUT 5   | GER 2   | NED 4   | ITA 2   | FRA 3   | GBR 4   | CZE 1   | USA Ret | ARG 9   | EUR 7  |         |         | 1r  | 224 | 3         |
| 1995 | 125cc     | Team Krona- Aprilia           | RS125R | AUS 2   | MAL 10  | JPN 3   | ESP 6   | GER Ret | ITA 5   | NED 4   | FRA 12  | GBR 1   | CZE 1   | BRA Ret | ARG Ret | EUR 4   |        |         |         | 2n  | 140 | 2         |
| 1996 | 125cc     | Aprilia                       | RS125R | MAL 10  | INA 14  | JPN Ret | ESP 5   | ITA 3   | FRA 8   | NED 7   | GER 11  | GBR 5   | AUT 9   | CZE 4   | IMO 12  | CAT 3   | BRA 11 | AUS Ret |         | 8è  | 113 | 0         |
| 1997 | 125cc     | Aprilia                       | RS125R | MAL 2   | JPN 2   | ESP 7   | ITA 6   | AUT 6   | FRA Ret | NED 3   | IMO 3   | GER Ret | BRA 5   | GBR Ret | CZE 9   | CAT 2   | INA 2  | AUS 2   |         | 4t  | 179 | 0         |
| 1998 | 125cc     | Aprilia                       | RS125R | JPN 1   | MAL 6   | ESP 1   | ITA 4   | FRA 1   | MAD 4   | NED 2   | GBR 1   | GER 7   | CZE 2   | IMO 4   | CAT 9   | AUS 4   | ARG 5  |         |         | 1r  | 229 | 4         |
| 1999 | 125cc     | Honda                         | RS125  | MAL 10  | JPN 8   | ESP 13  | FRA 9   | ITA 8   | CAT 7   | NED 10  | GBR 13  | GER 19  | CZE Ret | IMO Ret | VAL 12  | AUS 13  | RSA 15 | BRA 17  | ARG Ret | 14è | 56  | 0         |